# José Fernández Gómez
José Fernández Gómez (Periana, Málaga, España, 26 de agosto de 1917 -  Bethesda, Maryland, Estados Unidos, 19 de marzo de 2013) fue unos de los primeros periodistas y presentadores de la televisión de Colombia, de ascendencia española.

## Biografía
José Fernández Gómez - Don José, como le decían muchos, o “er Pepe” como le bautizó su amigo Klim (Lucas Caballero Calderón) – nació en Periana, Málaga, España el 26 de agosto de 1917. Se crio en Cómpeta, Ronda y Málaga. Estudió filosofía y letras en la Universidad Complutense de Madrid y fue allí donde conoció a María Ascensión Fernández González (fallecida en 1990), también "de letras". Se casaron el 6 de agosto de 1944 y tuvieron cuatro hijos: José Ignacio, María Victoria, Francisco Javier y Alejandro - todos ingenieros. Inició su carrera periodística en España. Emigró a Colombia en 1950 y allí fue periodista, locutor de radio, publicista, catedrático universitario, entrevistador, moderador de programas de opinión y presentador de noticieros de televisión. En 1964 adquirió la nacionalidad colombiana.
Murió el 19 de marzo de 2013. La noticia de su fallecimiento se conoció públicamente el 26 de marzo de 2013. El mismo Fernández Gómez había pedido a sus familiares antes de fallecer que no realizaran ningún tipo de ceremonia pública.

## Trabajo en Medios
Prensa escrita: 
Revista Chicos/Madrid, El Siglo, Centinela Mercantil e Industrial, Cromos, Vea, Boletín Seguranza, Elenco/El Tiempo, Semana
Radio: 
Uníón Radio, Caracol - La Luciérnaga (La Ventanita de los Poetas, El Personaje de la Semana)
Televisión: 
Cara a Cara, El Juicio, Área de Candela (Vea Colombia Revista del Sábado), Los Últimos 180 Segundos en 24 Horas (Noticiero 24 Horas), Noticiero Nacional, Noticiero de las 7, En Qué País Vivimos, Cabeza y Cola, Póngase a Pensar, Positivamente, Picante y ¿Cómo Le Parece?.

## Trayectoria
En los cuarenta en Madrid, fue editor de la revista infantil Chicos, dirigió algunas obras teatrales, produjo cortometrajes de cine y realizó traducciones del francés (entre ellas la novela Rojo y Negro de Stendhal). 
Llegó a Colombia el 28 de diciembre de 1950, Día de los Inocentes. Había sido contratado como jefe de redacción del periódico El Siglo. Un par de años después pasó a la Esso Colombiana en donde se desempeñó como gerente de publicidad. En la Esso hizo amistad con Álvaro Mutis, quien fue padrino de su hija y a quien años más tarde visitaría en México en la legendaria Lecumberri. De la Esso pasó a la Industria Colombiana de Llantas, Icollantas (filial de G.F.Goodrich). Su trabajo en Icollantas, visitando a distribuidores de llantas, le permitió conocer muchos rincones de Colombia. Durante cerca de siete años, dedicando noches y fines de semana y con el apoyo de su esposa, editó y publicó la revista Centinela Mercantil e Industrial dirigida a gerentes de empresa. De Icollantas pasó a Unión Radio y luego montó su propia agencia de publicidad, Ejecutivos Ltda., la cual dirigió por veinte años.
Empezó su carrera en la televisión colombiana a fines de los sesenta como entrevistador y moderador del programa Cara a Cara producido por Gabriel Melo Guevara [cita requerida]. Sus invitados al primer programa de Cara a Cara fueron la crítica de arte Marta Traba y el político conservador Álvaro Gómez Hurtado. En los setenta fue moderador de El Juicio de R.T.I., dirigido por César Simmonds Pardo. Por aquella época también fue colaborador y codirector de la Revista Cromos y de la Revista Vea, ambas entonces propiedad del grupo Títulos R.T.I. [cita requerida]. 
En 1977 fue invitado a colaborar en el Noticiero 24 Horas como entrevistador. Tuvo la ocurrencia de pedir que le dejasen cerrar el noticiero con una sección de tres minutos. Semanas antes de iniciar su labor en el Noticiero 24 Horas, estando de vacaciones en Madrid, España, caminando por La Gran Vía, tuvo la idea, al observar en una vitrina una campanita de mesa de recepcionista de hotel o de barista, de crear una entrevista de 60 segundos que por varios años realizaría en los últimos segundos en 24 Horas. [cita requerida].
En 1985 presentó como periodista en el Noticiero Nacional, después en los informativos del Noticiero de la Siete. fue presentador del programa de opinión Picante producido por Promec Televisión y realizado por Jorge Barón Televisión. Dirigió diversos programas de opinión entre 1969 y 1991 [cita requerida]
Fue catedrático en las universidades Externado de Colombia, Javeriana, Jorge Tadeo Lozano y Los Andes. Sus cátedras incluyeron periodismo, mercadeo y relaciones públicas [cita requerida].
En 1994 se retira de su carrera de periodismo y presentador de televisión. En 2000 se va a vivir en los Estados Unidos.

## Reconocimientos
Premio Simón Bolívar [cita requerida]
Premio India Catalina [cita requerida]